# Бенебител
Бенебител (њем. Bönebüttel) општина је у њемачкој савезној држави Шлезвиг-Холштајн. Једно је од 84 општинска средишта округа Плен. Према процјени из 2010. у општини је живјело 2.008 становника. Посједује регионалну шифру (AGS) 1057008.

## Географски и демографски подаци
Бенебител се налази у савезној држави Шлезвиг-Холштајн у округу Плен. Општина се налази на надморској висини од 29 метара. Површина општине износи 20,4 km². У самом мјесту је, према процјени из 2010. године, живјело 2.008 становника. Просјечна густина становништва износи 98 становника/km².